# Odprto prvenstvo Slovenije v tenisu za moške
Odprto prvenstvo Slovenije v tenisu (mednarodno ime Tilia Slovenia Open) je portoroški moški teniški turnir ranga Challenger z nagradnim skladom 42.500 $, ki od leta 2013 poteka na zunanjih igriščih teniškega stadiona ŠRC Marina Portorož s trdo podlago. 

## Zmagovalci

### Posamično
| Leto | Zmagovalec         | Finalist          | Rezultat                |
| ---- | ------------------ | ----------------- | ----------------------- |
| 2013 | Grega Žemlja       | Martin Fischer    | 6-4, 7-5                |
| 2014 | Blaž Kavčič        | Gilles Müller     | 7-5, 6-74, 6-1          |
| 2015 | Luca Vanni         | Grega Žemlja      | 6-3, 7-66               |
| 2016 | Florian Mayer      | Danijel Medvedjev | 6:1, 6:2                |
| 2017 | Sergij Stahovski   | Matteo Berrettini | 6–7(4–7), 7–6(8–6), 6–3 |
| 2018 | Constant Lestienne | Andrea Arnaboldi  | 6–2, 6–1                |
| 2019 | Aljaž Bedene       | Viktor Durasovic  | 7–5, 6–3                |

### Dvojice
| Leto | Zmagovalca                                 | Finalista                              | Rezultat         |
| ---- | ------------------------------------------ | -------------------------------------- | ---------------- |
| 2013 | Marin Draganja Mate Pavić                  | Aljaž Bedene Blaž Rola                 | 6-3, 1-6, 10-5   |
| 2014 | Sergej Betov Aleksander Buri               | Ilija Bozoljac Flavio Cipolla          | 6-0, 6-3         |
| 2015 | Fabrice Martin Purav Raja                  | Aliaksandr Buri Andreas Siljeström     | 7:65, 4:6, 18:16 |
| 2016 | Sergej Betov Ilija Ivaška                  | Tomislav Draganja Nino Serdarušić      | 1-6, 6-3, 10:4   |
| 2017 | Hans Podlipnik-Castillo Andrej Vasiljevski | Lukáš Rosol Franko Škugor              | 6–3, 7–6(7–4)    |
| 2018 | Gerard Granollers Lukáš Rosol              | Nikola Čačić Lucas Miedler             | 7–5, 6–3         |
| 2019 | Tejmuraz Gabašvili Carlos Gómez-Herrera    | Lucas Miedler Tristan-Samuel Weissborn | 6–3, 6–2         |